# Heudorf
Heudorf is een plaats in de Duitse gemeente Scheer, deelstaat Baden-Württemberg, en telt 550 inwoners.